# Přírodní rezervace Okapi
Okapi je přírodní rezervace v Demokratické republice Kongo o přibližné rozloze 14 000 km² poblíž hranic s Ugandou a Súdánem. Rezervace je domovinou pro okapi.
V roce 1996 byla zařazena na seznam světového dědictví UNESCO, od roku 1997 je i na seznamu světového dědictví v ohrožení. Rezervace je totiž devastována a vážně ohrožena následkem válečných konfliktů.